# Les Saints innocents
Pour les articles homonymes, voir Les Innocents.
Pour plus de détails, voir Fiche technique et Distribution.
Les Saints innocents (Los santos inocentes) est un film espagnol réalisé par Mario Camus, sorti en 1984.

## Synopsis
Paco (Alfredo Landa) et Régula (Terele Pávez) forment avec leurs trois enfants, Quirce, Nieves et Charito (la petite fille) (bien que dans le roman il y ait un quatrième fils, Rogelio), une famille de paysans aux ordres des seigneurs de la ferme qui supportent sans se plaindre toutes sortes d'injonctions et d'humiliations. Un jour arrive Azarías (Paco Rabal), le frère handicapé de Régula, qui a été renvoyé de la ferme où il travaillait et qui décide de rejoindre la famille de sa sœur pour travailler. Ils vont devoir faire face à toutes les difficultés typiques de ce temps révolu ensemble.

## Fiche technique
- Titre original : Los santos inocentes
- Titre français : Les Saints innocents[1]
- Réalisation : Mario Camus
- Scénario : Mario Camus, Manolo Matji et Antonio Larreta d'après le roman de Miguel Delibes
- Photographie : Hans Burmann
- Musique : Antón García Abril
- Production : Julián Mateos
- Société de distribution : Karmafilms (France)
- Pays de production :  Espagne
- Format : couleur
- Genre : drame
- Durée : 107 minutes
- Dates de sortie :
  - Espagne : 4 avril 1984
  - France : 13 octobre 2021

## Distribution
- Alfredo Landa : Paco, El Bajo
- Terele Pávez : Régula
- Belén Ballesteros : Nieves
- Juan Sachez : Quirce
- Susana Sánchez : La Niña Chica
- Francisco Rabal : Azarías
- Ágata Lys : Doña Pura
- Agustín González : Don Pedro
- Juan Diego : Señorito Iván

## Distinctions
- Prix d'interprétation masculine du Festival de Cannes pour Francisco Rabal et Alfredo Landa